# Nevratice
Nevratice jsou obec v okrese Jičín v Královéhradeckém kraji. Leží mezi obcemi Chomutice a Staré Smrkovice, asi šest kilometrů severně od Vysokého Veselí a dvanáct kilometrů jihozápadně od Hořic v Podkrkonoší. Žije v ní 185 obyvatel.

## Historie
První písemná zmínka o vesnici pochází z roku 1398.

## Přírodní poměry
Východně od vesnice protéká říčka Javorka, jejíž tok je zde součástí přírodní památky Javorka a Cidlina – Sběř.

## Obyvatelstvo
| Rok            | 1869 | 1880 | 1890 | 1900 | 1910 | 1921 | 1930 | 1950 | 1961 | 1970 | 1980 | 1991 | 2001 | 2011 | 2021 |
| -------------- | ---- | ---- | ---- | ---- | ---- | ---- | ---- | ---- | ---- | ---- | ---- | ---- | ---- | ---- | ---- |
| Počet obyvatel | 529  | 519  | 507  | 477  | 484  | 463  | 431  | 324  | 298  | 283  | 236  | 162  | 145  | 156  | 177  |
| Počet domů     | 72   | 82   | 88   | 85   | 91   | 92   | 96   | 96   | 90   | 87   | 73   | 84   | 86   | 84   | 77   |

## Obecní správa
Mezi lety 1869–1960 Nevratice byly obcí v okrese Nový Bydžov. V letech 1961–1990 patřily jako část obce k Starým Smrkovicím a od 24. listopadu 1990 jsou opět samostatnou obcí.

### Obecní symboly
Dne 25. dubna 2018 bylo usnesením výboru pro vědu, vzdělání, kulturu, mládež a tělovýchovu schváleno udělení znaku a vlajky obce. Znak a vlajka byly obci uděleny rozhodnutím předsedy Poslanecké sněmovny Parlamentu České republiky dne 3. května 2018.